# Váradolaszi Szentlélek kiáradása plébániatemplom
A Szentlélek kiáradása plébániatemplom Nagyvárad Olaszi városrészében a ferences rend egykori temploma — az úgynevezett „barátok temploma” – átépítésével, a Köztársaság u. sarkán (str. Dunărea nr. 1.; str. Republicii nr. 28) álló katolikus templom. Műemlékvédelmi kódjele: BH-II-m-A-01044.

## Története

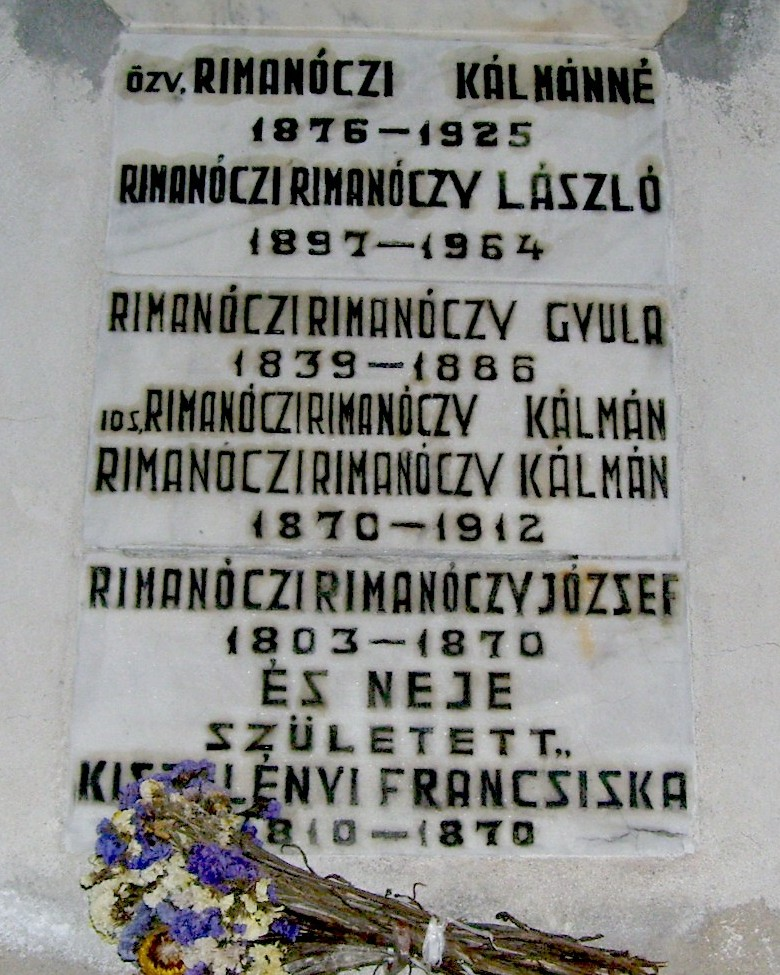
A Rimanóczy család márvány emléktáblája a nagyváradi Barátok temploma kriptájában

Az egykori ferences templomot (a barátok templomát) és mellé rendházat 1732–1743-ban építették.
1827-ben tűz ütött ki az épületben. A szomszédos házakra nem terjedt át, de a berendezés több darabját megrongálta.
Ezt fokozatosan alakították át jelenlegi formájába. Először, 1876-ban az eredetileg a szentély mögé emelt tornyot bontották le, és helyette a homlokzat elé húztak fel egy új, barokk tornyot. Ezután Knapp Ferenc váradi építőmester tervei alapján kívül-belül teljesen átépítették a templomot. Hajóját végül a 20. század első éveiben bontották el, és a ma is látható eklektikus stílusú (zömmel neoreneszánsz) épületet 1903–1905 között ifj. Rimanóczy Kálmán tervei nyomán Sztarill Ferenc építész építette fel. Egyúttal átépítették a homlokzati tornyot, és két kisebbet emeltek mellé.
A régi templomból a kripta, a hat mellékoltár és a szószék maradt meg. A hajdani rendház jelenleg a katonakórház része.

## Az épület
A ma is Barátok temploma néven ismert épület főhomlokzata az egykori Barátok utcájára néz, déli oldala pedig a Főutca mellett fut. A templom részben egybeépült az egykori rendházzal.
A legmagasabb, középső homlokzati tornya ötszintes. A földszint sávozott felületén nyíló, egyenesen záródó ajtó fölötti, nyitott ívszelvény közepét kőkereszt díszíti. A második toronyszakasz széleit sávozott lizénák zárják, az ablakát gyámköves timpanonnal koronázták. A középső szint visszatérő sávozott felületét egyszerű, négyzet alakú ablak töri át. A negyedik szintről félköríves ajtók nyílnak minden irányba: ezeken gyámköveken nyugvó, szögletes vonalú, áttört mellvédes erkélyekre juthatunk ki. Minden kijárat fölé toronyórát építettek be. A legfelső szint erkélyei íves vonalúak, kijárataik ugyancsak félkörívesek. A torony magassága 53 m.
A két oldalon álló, kisebb tornyok hasonló felületeit bábos mellvéddel kísért övpárkányok tagolják három szintre — az övpárkányok a hajótesten is folytatódnak. Az alsó két szint sávozott felületein négyzetes, illetve kör alakú ablakok nyílnak, felső szintjük a nagy torony formáit ismétli. A tornyok között félköríves ablakok nyílnak a hajó homlokzatára.
A mellékhomlokzat a belső térrendszert tükrözi. Az oldalfülkék és a hajó falait a tornyokéhoz hasonló, kőbábos, áttört mellvédek zárják. A fülkék színes üvegű körablakai a falfelületet tagoló sávozott lizénák között nyílnak. A kereszthajó földszinti része félkör alakban kiképzett mellékkápolna. A falfelület itt is sávozott, és felette kőbábos áttört mellvéd húzódik. A hajófal melletti három súlyos, gazdagon díszített támaszív félkörívben záródó ajtókon járható át; közöttük falpillérekkel szegélyezett, szemöldökpárkányos, íves oromzatú, nagy hajóablakok nyílnak. A szentély ablakai a hajó nyílásaihoz hasonlóak, csak szemöldökpárkányuk zárul egyenesen. A kereszthajó ablaka nagyobb, de nincs íves oromzata, amit az attika vonalába épített, hatalmas timpanon pótol.
A kereszthajós, kétoldalt oldalfülkékkel bővített templom főbejáratán az orgonakarzat alá jutunk. A karzat három támaszívét karcsú fejezetű oszlopok tartják. A boltozat tükörmélyítésű hevedereit a hosszhajóban kompozit fejezetes pilaszterkötegek hordozzák: ezek szabályos boltszakaszokat fognak közre. A keresztboltozatos mellékkápolnák fülkéi pilaszterkötegek között, árkádok alatt, kétoldalt nyílnak. A négyezet fölött csegelyeken nyugvó kupola emelkedik; oldalsó ívei a kereszthajó keskeny terére nyílnak. A szentélyt korinthoszi oszlopokról induló, hevederes dongaboltozat és negyedgömbkupola fedi. A mellékoltárok árkádjai fölött a falfelületet domborművekkel díszített táblákra tagolták; még följebb magas, félköríves ablakok nyílnak. A szentély két oldalán korinthoszi oszlop hordozzák a boltozat ívét és a félkörív terhét. Az udvar felőli kereszthajó egyetlen dísze a koronázópárkányig terjedő lizénapár. Az utca felőli kereszthajóban a mellékoltárt két-két, közös talapzaton álló, korinthoszi féloszlop övezi. A féloszloppár egy, a kereszthajó ablaka előtt megtört timpanont hordoz.

## Berendezése
A templom legértékesebb darabjai a ferencesek idejéből származó emlékek:
- hat mellékoltár,
- a szószék és
- néhány oltárkép.

Az 1876-os restaurálás közben az oltárok menzáit újakra helyettesítették, a fafaragásokat pedig Proksch bécsi festő javította ki. Az új plébániatemplom felépítése után az alacsonyabb oldalkápolnák miatt az oltárok felépítményeit nagyon megnyirbálták, oromzataikról egyes figurákat le is vágtak, ezért azok sokat veszítettek arányosságukból. Mind a hat barokk oltár mozgalmas szerkezetű, ornamentikájuk márványozott, aranyos-ezüstös.
- Assisi Szent Ferenc 1742-ben felállított oltárának hullámos oromfalát tömeges pillérek támasztják alá; rajtuk merev taglejtésű, aranyozott ruhájú angyalok és ezüst felhőkbe burkolt puttófejek láthatók. Oltárképét 1876-ban festette Mezey Lajos nagyváradi festőművész.
- Az 1750-ben épített Szent Kereszt oltár felépítménye az előzőnél mozgalmasabban tagolt, de szerényebben díszített. A hatalmas feszület az oltárral egykorú.
- A két oltár legdíszesebb a Páduai Szent Antalé és Szent Józsefé. Előbbi oltárképéről nem tudni, hogy ki festette, Szent József oltárkép Szent Ferencéhez hasonlóan Mezey Lajos munkája. A kissé merev alakokkal ékesített, aranyozástól csillogó oltárok művészi hatását sajnos, csökkenti aránytalan szétszabdalásuk és előnytelen elhelyezésük.
- A szentháromságnak szentelt mellékoltár a Szent Kereszt oltárhoz hasonlít. Oromzatáról Isten szeme tekint le ezüst felhők közül; belőle arany sugarak áradnak. Neobarokk oltárképét Friedrich Silcher festette.
- A Szent Istvánnak szentelt oltár felépítménye Assisi Szent Ferenc oltáráéval rokon: a hullámos oromfal, amit aranyruhás angyalok és ezüst felhőkbe burkolt puttófejek tesznek mozgalmassá, egymásba olvadó pilléreken nyugszik. Oltárképét, amin Szent István Szűz Máriának ajánlja fel koronáját, Szamossy Elek festette.

A főoltárt az 1827-es tűz után neoreneszánsz stílusban újították fel: az új, a Szentlélek eljövetelét ábrázoló oltárképet Gölsz Jakab váradi festő festette. 1984-ben a szentélybe fehér-vörös márványoltárt állítottak. A szentély előtt, a jobb oldalon található a Szeplőtelenül fogant Szűz Mária oltárképe, amit 1870-ben festett Friedrich Silscher. A bal oldali kereszthajó felső részén megtalálható az irgalmas rendi templom egykori főoltárképe is. Az 1755-ben készült festmény két kisgyereket kísérő őrangyalt ábrázol. A templom kápolnáiba számos, a 18. század első felében készült sírkövet falaztak be.
A templom egyik legkiválóbb emléke az 1750 körül faragott szószék. Ennek márványozott, alsó részét dúsan aranyozott fafaragású ornamentika emeli ki. A kissé aránytalanul súlyos felépítményű szószéket alapzaton álló, magas keresztet tartó angyal koronázza, és körös-körül számos szent és angyal alakja díszíti.
A templom alatt húzódó kripta a barokk templom maradványa. Itt nyugszik mások közt az 1736-ban elhunyt Okolicsányi János püspök is.